# Argenson

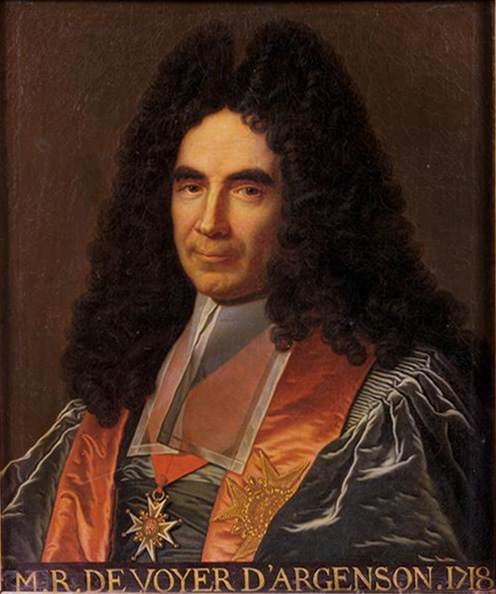
Retrato de Marc-René de Voyer de Paulmy d'Argenson (1652–1721)

Argenson , derivado de una antigua aldea situada en lo que ahora es el departamento de Indre-et-Loire , es el nombre de una familia francesa que produjo algunos estadistas, soldados y hombres de letras prominentes. La afiliación noble de la familia data de 1374

## Miembros principales
Marc-René de Voyer d'Argenson (1721-1782) de Maurice Quentin de La Tour .
- René de Voyer de Paulmy d'Argenson (1596-1651)
  - Marc-René de Voyer de Paulmy d'Argenson (1623-1700)
    - Marc-René de Voyer de Paulmy d'Argenson (1652-1721)
      - René Louis de Voyer de Paulmy d'Argenson (1694-1757)
        - Marc Antoine René de Voyer de Paulmy d'Argenson (1722-1787)

      - Marc-Pierre de Voyer de Paulmy d'Argenson (1696-1764)
        - Marc-René de Voyer d'Argenson (1721-1782)

  - Pierre de Voyer d'Argenson, vizconde de Mouzay

## Lista cronológica de los marqueses de Argenson
El título de Argenson, en Touraine , se estableció como marquesado en enero de 1700.
1. 1700-1721: Marc-René de Voyer de Paulmy d'Argenson (1652-1721) , primer marqués de Argenson
2. 1721-1757: René-Louis de Voyer de Paulmy d'Argenson (1694-1757), segundo marqués de Argenson
3. 1757-1787: Marc-René de Voyer de Paulmy d'Argenson (1722-1787) , tercer marqués de Argenson
4. 1787-1842: Marc-René de Voyer de Paulmy d'Argenson (1771-1842) , cuarto marqués de Argenson
5. 1842-1862: Charles Marc-René de Voyer de Paulmy d'Argenson (1796-1862), quinto marqués de Argenson
6. 1862-1897: Marc-René Marie de Voyer de Paulmy d'Argenson (1836-1897), sexto marqués de Argenson
7. 1897-1931: Maurice Charles Marc-René de Voyer de Paulmy d'Argenson (1875-1931), séptimo marqués de Argenson
8. 1931-1975: Marc-Pierre Aurélien Jean Henri de Voyer de Paulmy d'Argenson (1906-1975), octavo marqués de Argenson
9. 1975-1999: Marc-René François de Voyer de Paulmy d'Argenson (1948-1999), noveno marqués de Argenson
10. 1999: Jean-Denis Melchior de Voyer de Paulmy d'Argenson (° 1952), décimo Marqués de Argenson, (¿fin de línea?)

- Datos: Q2033833
- Multimedia: Famille d'Argenson / Q2033833